# C'era una volta un piccolo naviglio (film 1940)
C'era una volta un piccolo naviglio (Saps at Sea) è un film del 1940 diretto da Gordon Douglas. È l'ultimo film di Stanlio e Ollio prodotto da Hal Roach e il secondo realizzato con il contributo della United Artists.

## Trama
Stanlio e Ollio lavorano in una fabbrica di trombe come collaudatori. Ollio, già stressato dal fracasso continuo, sviluppa una strana malattia, la "cornofobia", che lo fa letteralmente impazzire di rabbia al suono di un qualunque strumento a fiato. Il dottor Finlayson, medico di fiducia del duo, dopo una bizzarra visita prescrive ad Ollio riposo assoluto, una dieta a base di latte di capra e un viaggio in mare; Ollio, terrorizzato all'idea dell'oceano, rifiuta categoricamente, al che Stanlio suggerisce di aggirare il problema trascorrendo qualche giorno su una barca ancorata in porto. Più tardi, dopo aver congedato il dottore, i nervi di Ollio vengono nuovamente messi a dura prova da un idraulico di dubbia competenza che mette letteralmente sottosopra le tubature del condominio dove i due amici vivono; gli inconvenienti si susseguono, finché, in seguito ad una fuga di gas che distrugge il loro appartamento, Ollio perde le staffe e si precipita dall'amministratore del condominio per fargli una lavata di capo. Stanlio, in assenza dell'amico, si scorda della sua "cornofobia" accogliendo in casa un maestro di musica per prendere lezioni di tromba e i due si mettono a suonare proprio nel momento in cui Ollio sta rientrando. Il suono delle trombe scatena in Ollio un nuovo attacco di "cornofobia" e a farne le spese è il maestro di musica, che viene sbattuto fuori dalla stanza.
Il giorno dopo, Stanlio e Ollio affittano una barca in porto e una capra, Narcisa, in modo da avere il latte per Ollio. Quella notte, Nick Granger, un pericoloso assassino evaso di galera, si nasconde sulla barca di Stanlio e Ollio per sfuggire alla polizia. Narcisa, legata sul molo, rosicchia la cima che assicura la nave alla banchina e la barca prende il largo con a bordo Nick, Stanlio e Ollio e del tutto ignari di quanto accaduto.
La mattina seguente, Stanlio e Ollio si risvegliano in alto mare in compagnia di Nick. Il criminale, armato di pistola, ribattezza i due amici rispettivamente "Balordo" e "Allocco" e ordina loro di preparargli la colazione; Stanlio e Ollio, che non hanno viveri con loro, si vedono costretti ad improvvisare cucinando un pasto a base di materiale sintetico e facendolo passare per cibo vero. Sfortunatamente per loro, Nick si accorge del trucco e li costringe a mangiare al posto suo. Sarà però la "cornofobia" l'arma che li tirerà fuori dai guai: Stanlio, ricordandosi degli effetti della strana allergia sull'amico, suona a perdifiato la tromba che si era portato dietro per esercitarsi e Ollio ne è così irritato da prendere a pugni Nick, mandandolo al tappeto in tempo per consegnarlo alla polizia, sopraggiunta nel frattempo e Stanlio e Ollio hanno diritto ad una ricompensa per la cattura di Nick.
Tuttavia Stanlio, alla domanda su come abbiano fatto a sbarazzarsi di Nick, gli viene la pessima idea di fare una dimostrazione rimettendosi a suonare la tromba; Ollio, in preda ad un nuovo attacco di "cornofobia", aggredisce i poliziotti e i due amici vengono a loro volta arrestati e rinchiusi nella stessa cella di Nick.

## Produzione
Oltre che nei Hal Roach Studios, la pellicola venne realizzata anche presso la Los Angeles Harbor, la regione inerente al Porto di Los Angeles.
È l'ultimo film della coppia Laurel & Hardy in cui appaiono James Finlayson e Charlie Hall, i loro storici antagonisti sullo schermo; un riferimento a ciò sta nella scena in cui Ollio, mentre va a lamentarsi con l'amministratore del condominio per il modo in cui l'idraulico ha messo sottosopra le tubature, viene indirizzato all'ufficio dal segretario (Hall) e i due per un attimo si guardano sorpresi come se si conoscessero.
Questo è stato l'ultimo film in cui è apparso il famoso attore comico del cinema muto Ben Turpin, particolarmente ricordato per la sua forma di strabismo, morto il 1º luglio 1940, meno di due mesi dopo l'uscita del film, in cui ha il piccolo ruolo dell'idraulico strabico che mette sottosopra le tubature. Fu inoltre anche l'ultimo film in cui è apparso Harry Bernard, morto il 4 novembre 1940, anch'egli uno dei tanti altri antagonisti dei film di Stanlio e Ollio.
Nel film non è stata doppiata la scena iniziale in cui un'ambulanza fa irruzione davanti alla fabbrica di corni per trasportare in ospedale un impiegato affetto da "cornofobia”.

## Distribuzione
Nella distribuzione in Italia esiste una versione in cui il film è stato allungato con l'inserimento iniziale della comica Trainati in un buco (1932), e il taglio di alcune scene. Questa versione lunga di 68 min ca. è stata pubblicata anche in VHS e DVD.
Tuttavia in essa sono tagliate delle scene: quella iniziale della fabbrica di corni, il colloquio di Ollio con l'idraulico Turpin, la fuga di Nick Granger nella barca, e la scena finale dell'arresto di Stanlio e Ollio. Tutte queste scene sono state doppiate da Sordi-Zambuto nel master originale italiano. 
Esistono versioni restaurate del film, con il doppiaggio italiano integrale, utilizzate anche nel master RAI, e nella versione a colori. Tuttavia il doppiaggio italiano è privo della scena iniziale, quando un'ambulanza giunge nella fabbrica di trombe di Stanlio e Ollio, portando all'ospedale un impiegato affetto da esaurimento nervoso.